# Radeon (logiciel)
radeon est un pilote libre pour les circuits et cartes graphiques AMD Radeon sous Linux. 
Il est compatible KMS et se base sur EXA et X video extension (en) – respectivement pour l'accélération 2D et vidéo – mais aussi sur Gallium 3D pour offrir, à divers niveaux selon les modèles, la prise en charge de OpenGL, (accélération 3D) et OpenCL.
Toutefois, pour les cartes les plus récentes, l'accélération 2D repose sur glamor (un procédé d’accélération 2D général basé sur OpenGL), et l'accélération vidéo au moyen des unités de calcul dédiées (UVD, pour Unified Video Decoder (en)) repose sur VDPAU.
À noter que le pilote requiert un micrologiciel propriétaire pour être pleinement fonctionnel ; toutefois celui-ci serait relativement simple dans sa fonction. En revanche l'accélération vidéo au moyen des unités de calcul dédiées UVD nécessite un micrologiciel propriétaire qui serait bien plus complexe ainsi que sa taille le laisse supposer.
Le pilote Mesa 3D RadeonSI est basé sur le pilote noyau unifié AMDGPU pour la famille de puces GCN de 3e génération "GCN 1.2" (famille de puces postérieure à Sea Islands) et les suivantes,.

## Pilotes Gallium3D
radeon recouvre différents pilotes Gallium3D :
- le pilote R300g sert aux puces R300, R400, RS690 (chipset AMD 690) et R500 ;
- le pilote R600g sert aux puces plus récentes : R600, R700, Evergreen et Northern Islands[8] ;
- le pilote RadeonSI, développé à partir du pilote R600g, sert aux puces GCN (Graphics Core Next), le nom de l’architecture au cœur des Southern Island, soit la série de cartes Radeon HD 7000 et suivantes[9],[10]. Avec ce pilote, la 2D est dorénavant gérée par glamor[11],[12].

## Historique
À partir de la version 7.0 du pilote xf86-video-ati publiée le 6 novembre 2012, KMS est requis.
À la Game Developers Conference qui s'est déroulée en mars 2014 à San Francisco, AMD a annoncé vouloir créer une interface unifiée aux pilotes libre (radeon) et propriétaire (Catalyst). Cette interface unifiée s'est concrétisée avec l'intégration du nouveau pilote AMDGPU à la version 4.2 du noyau Linux sortie le 30 août 2015.